# Santibáñez de Ordás
Santibáñez de Ordás (en leonés, Santivañes) es una localidad española perteneciente al municipio de Santa María de Ordás, en la provincia de León, comunidad autónoma de Castilla y León.

## Geografía

### Ubicación
| Noroeste: Villapodambre       | Norte: Villapodambre        | Noreste: Sorrios de Ordás |
| Oeste: Santa María de Ordás   |                             | Este: Rioseco de Tapia    |
| Suroeste Santa María de Ordás | Sur: Villarrodrigo de Ordás | Sureste: Rioseco de Tapia |

## Demografía
Evolución de la población
| Gráfica de evolución demográfica de Santibáñez de Ordás entre 2000 y 2016 |
|                                                                           |
| Población de derecho (2000-2016) según el padrón municipal del INE        |